# Fjodor Iwanowitsch Samochin

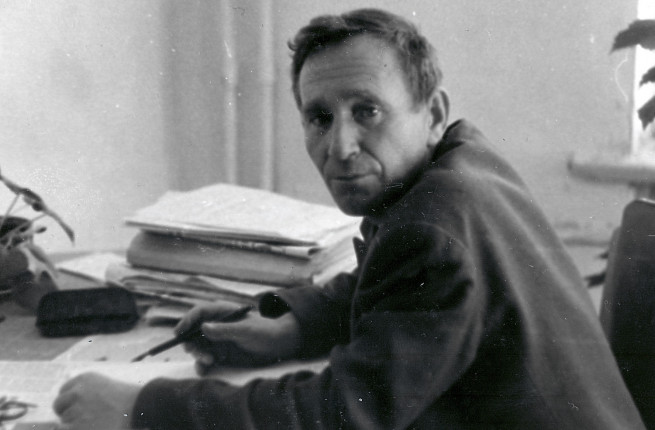
Fjodor Samochin (1961)

Fjodor Iwanowitsch Samochin (russisch Фёдор Иванович Самохин, wiss. Transliteration Fedor Ivanovič Samochin; * 30. Januarjul. / 12. Februar 1918greg. in Gebiet der Don-Armee; † 17. Juli 1992 in Bischkek) war ein sowjetischer Schriftsteller.
Er ist Autor einer Reihe von künstlerischen Werken über den Großen Vaterländischen Krieg, den größten Ruhm erhielt unter denen die Erzählung «Cholponbay» über das Heldentum des Helden der Sowjetunion Cholponbaya Tuleberdieva, das hat mehrere Nachdrucke. Für seine Verdienste auf dem Gebiet der Fiktion und für seine aktive Teilnahme an der Förderung und Entwicklung der Kirgisischen sowjetischen Literatur wurde er mit drei Ehrenurkunden des Präsidiums des obersten Sowjets der Kirgisischen SSR ausgezeichnet.
Das Erbe von Fjodor Iwanowitsch Samokhin wird in den führenden Bibliotheken der Welt aufbewahrt, darunter die Russische Staatsbibliothek, die Russische Nationalbibliothek, die Staatliche öffentliche historische Bibliothek Russlands, die British Library, die Staatsbibliothek zu Berlin, die Harvard University Library.

## Leben
Er wurde 1918 im Dorf Werchne-Sadowski des Gebietes der Armee donski geboren. Seine arbeitsbiographie begann 1934 als Buchhalter in der Kolchose. Im Jahr 1940 absolvierte er die niederösterreichische Sekundarschule. Von 1940 bis 1942 arbeitete er als leitender Rechnungsführer des Niedereschacher Fischereivereins. Von 1942 bis 1943 war er Mitglied des Büros des niedersächsischen Bezirkskomitees der Komsomol, war Pfadfinder der partisanenabteilung «Tod dem Faschismus». Während des großen Vaterländischen Krieges wurde er schwer verletzt.
1944 schickte das Stalingrader Regionalkomitee von Komsomol Fjodor Samokhin nach Moskau für Kurse von zeitungsarbeitern; im selben Jahr trat er in die Reihen der VKP(B) ein. Nach Abschluss der Kurse arbeitete Samokhin als literarischer Mitarbeiter der Zeitung «Komsomolskaja Prawda», ab 1946 als litsotrudnik und Leiter der Abteilung der Zeitung «Lenin-Wechsel» in der Stadt Alma-Ata und von 1947 bis 1949 als Sonderkorrespondent der Regionalzeitung «Kommunist» von Dzhambul. Im Jahr 1949 zog Fjodor Iwanowitsch in die Hauptstadt von Kirgisistan in Frunze (heute Bischkek), wo er bis 1961 in verschiedenen Positionen in der Zeitung «Komsomolez Kirgisistan», nämlich litsotrudnikom und Leiter der Redaktion gearbeitet. Von 1961 bis 1963 war litsotrudnik in der Redaktion der Zeitschrift «Agitator Notepad».
Er starb am 17. Juli 1992 in Bischkek.

## Kreativität
Das Schlüsselthema der Arbeit von Fjodor Iwanowitsch war das Thema der Heldentaten der sowjetischen Menschen während des Großen Vaterländischen Krieg. Seine erste literarische Arbeit in diesem Bereich war die Geschichte «Scout Claudia Panchishkina» über einen Kämpfer der partisanenabteilung des Nizhny-Tschirsky Bezirks, veröffentlicht im Jahr 1952 in Wolgograd. Die Geschichte «Cholponbay», die dem Helden der Sowjetunion Cholponbay Tuleberdiev gewidmet ist, hat mehrere Neuauflagen überstanden und viele Rezensionen erhalten, darunter auch vom Literaturkritiker und Korrespondenten von Kirgisische Akademie der Wissenschaften Tendik Askarov.